# الربض (سمورة)
الرَّبَض هي بلدية تقع في مقاطعة سمورة ، قشتالة وليون بإسبانيا. بلغ عدد سكان البلدية 294 نسمة اعتبارًا من 2009.